# Drugi kongres KPJ
Drugi kongres Socijalističke radničke partije Jugoslavije (komunista) održan je od 20. do 25. lipnja 1920. godine u Vukovaru. Na ovom Kongresu je došlo do sukoba između dvije frakcije unutar Partije - revolucionarne i reformističke. Pošto je revolucionarna frakcija odnijela pobjedu, usvojen je novi Program Partije i promijenjen naziv u Komunistička partija Jugoslavije. Ovaj kongres se često naziva i Vukovarski kongres.

## Sukob dvije frakcije
Tijekom 1919. i 1920. godine došlo je do podjele u vrhu Partije i sindikata na dvije osnovne struje - revolucionarnu i reformističku (nazivane još i radikalna i oportunistička). Idejna pozicija reformista izražavala se u stavovima da je Kraljevina Srba, Hrvata i Slovenaca zaostala zemlja, s nerazvijenom radničkom klasom i da u njoj ne postoje uvjeti za revoluciju i da predstoji dugo razdoblje društveno-ekonomskog razvitka na osnovama kapitalističkih društvenih odnosa, u kojem se radnička klasa mora boriti za poboljšanje svog položaja putem reformi. Polazeći od takvog stava reformisti su istupili protiv revolucionarnih koncepcija u politici Partije, protiv svih akcija koje vode zaoštravanju klasne borbe i revolucionarnim sukobima, protiv pristupanja Partije Komunističkoj internacionali i protiv podrške Sovjetskoj Rusiji. Za reformistička shvaćanja zalagali su se najvećim dijelom predratni sindikalni i Partijski kadrovi formirani na vladajućim socijaldemokratskim shvaćanjima Druge internacionale. Komunisti su branili revolucionarnu orijentaciju Partije s pozicija Marksizma, koristeći se iskustvom Oktobarske revolucije i Lenjinovim učenjem o imperijalizmu kao umirućem stadiju kapitalizma.
U proljeće 1920. godine idejni sukobi izbili su svom oštrinom i diskusije između komunista i reformista počele su puniti stupce Partijske i sindikalne štampe. Pošto je pobjedu na Kongresu odnijela revolucionarna frakcija, dio članova reformističke struje, posebno iz Hrvatske, je odmah napustio Partiju, dok je drugi dio, naročito iz Srbije i BiH, nastavio djelovati unutar Partije. Poslije objavljivanja Manifesta opozicije KPJ, u rujnu 1920. godine, preostali dio reformističke frakcije je isključen iz Partije.
Pobjeda revolucionarne frakcije je imala velikog utjecaja, ne samo na članstvo Partije, već i na Radnički pokret u cjelini, što su pokazali rezultati općinskih izbora u kolovozu 1920. godine i parlamentarni izbori u prosincu 1920. godine, kada su komunisti osvojili 59 zastupničkih mandata. Pobjeda revolucionarne frakcije je također utjecala na vlasti Kraljevine Srba, Hrvata i Slovenaca da donesu Obznanu, kojom je zabranjen daljnji rad Komunističkoj partiji.

## Članovi Centralnog partijskog vijeća
Na Drugom kongresu izabrano je novo Centralno partijsko vijeće, koje je imalo 16 članova. Za predsjednike Centralnog partijskog vijeća su izabrani Pavle Pavlović i Jakov Lastrić, a za tajnike Sima Marković i Filip Filipović.
- Članovi Centralnog partijskog vijeća, izabrani na Drugom kongresu KPJ:

Ivo Baljkas, Lazar Vukičević, Gojko Vuković, Đuro Đaković, Jovo Jakšić, Lovro Klemenčič, Vlada Marković, Sima Marković, Pavle Pavlović, Laza Stefanović, Živko Topalović, Mitar Trifunović Učo, Dušan Cekić, Filip Filipović, Đuro Cvijić i Vladimir Ćopić.